# Augustyn Józef Czartoryski
Augustyn Józef Czartoryski (ur. 20 października 1907 w Warszawie, zm. 1 lipca 1946 w Sewilli w Hiszpanii) – polski arystokrata, książę, II Ordynat na Sieniawie.

## Życiorys
Augustyn objął prowadzenie Muzeum Czartoryskich i został ordynatem Sieniawskim. W 1937 roku poślubił księżniczkę Obojga Sycylii Marię de los Dolores Burbon.
W perspektywie zbliżającej się drugiej wojny światowej Muzeum Czartoryskich przygotowało 16 skrzynek z najbardziej wartościowymi eksponatami, aby przetransportować je do pałacu w Sieniawie. Reszta przedmiotów została ukryta w piwnicach Muzeum. Kiedy we wrześniu zaczęły się bombardowania Krakowa, książę Augustyn i księżna Dolores, która była w ciąży, postanowili opuścić Sieniawę i poszukać lepszego schronienia. 18 września wojska niemieckie znalazły i złupiły eksponaty ukryte w pałacu.
Ponieważ wojska niemieckie posuwały się naprzód, książę Augustyn przeniósł wszystkie skarby do majątku swojego kuzyna w Pełkiniach, ukrywając je przed armią radziecką. Jednak Gestapo znalazło wszystkie przedmioty, a najbardziej wartościowe przeniosło z miejsca ukrycia. Wkrótce potem książę i księżna zostali zatrzymani przez Gestapo i aresztowani. Małżeństwo było więzione w Rawie Ruskiej, w przejętym przez Niemców domu, wcześniej zamieszkiwanym przez rodzinę adwokata dr. Juliusza Bardacha (syn Teofila i ojciec Witolda). Po negocjacjach i dzięki koligacjom z włoską oraz hiszpańską rodziną królewską zostali deportowani i udało im się dostać do Hiszpanii przed końcem 1939 roku. 
Miał dwóch synów:
- Adama Karola Czartoryskiego (ur. 1940)
- Ludwika Piotra Czartoryskiego (1945–1946)

W 1946 zmarł i został pochowany w krypcie kościoła salezjańskiego w Sewilli w Hiszpanii.